# Saint-Vincent-la-Commanderie
Pour les articles homonymes, voir Saint-Vincent.
Saint-Vincent-la-Commanderie est une commune française située dans le département de la Drôme, en région Auvergne-Rhône-Alpes.

## Géographie

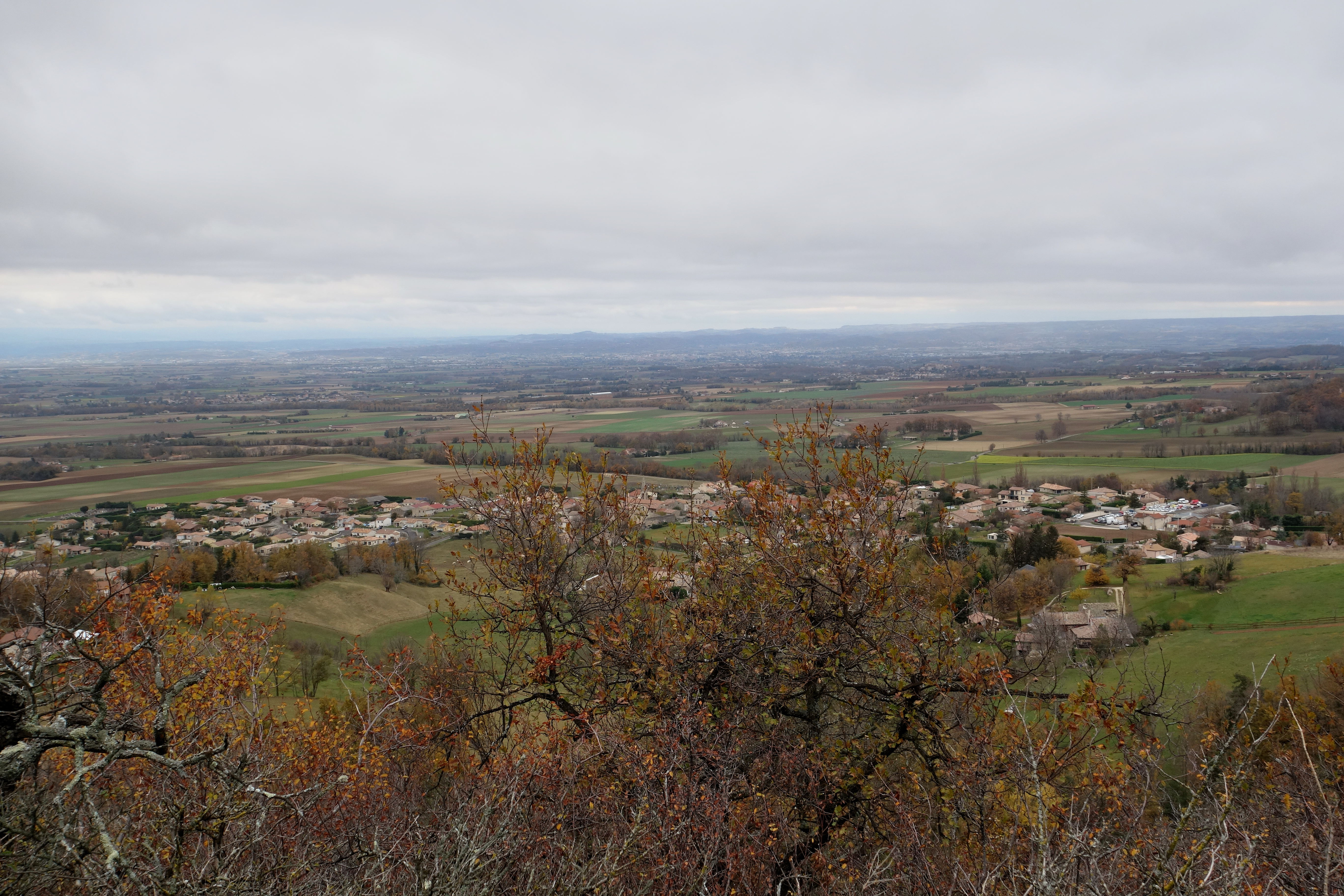
Saint-Vincent-la-Commanderie, vue sur le village depuis le sentier de randonnée.

### Localisation
Saint-Vincent-la-Commanderie est située à 15 km au sud de Romans-sur-Isère et à 26 km à l'est de Valence.

### Relief et géologie
Le village se situe à une altitude de 390 mètres mais le territoire communal s'élève jusqu'à une altitude de 1 110 mètres sur les Rancs de Treillaras.
Sites particuliers :
- Col de Côteplane
- Côte Ballon (605 m)
- Côte Marie
- Côte Rotte (623 m)
- Massegres (717 m)
- Mont Rôti (698 m)
- Pas de Saint-Vincent (1 108 m)
- Puy Agut (606 m)
- Puy Marcher
- Rochers de Robert
- Roches de Treillaras
- Serre Blanc (571 m)
- Serre Darbou

### Hydrographie
La commune est arrosée par les cours d'eau suivants :
- la Barberolle
- la Belive
- la Boisse
- la Petite Boisse
- le Béal de Caramentrant
- le Béal de Cors
- le Guimand
- le ravin de Barchasson
- le ravin de Carogne
- le ravin de Gramassat
- le ravin de Larchère
- le ruisseau des Abreuvoirs

### Climat
Pour des articles plus généraux, voir Climat d'Auvergne-Rhône-Alpes et Climat de la Drôme.
En 2010, le climat de la commune est de type climat méditerranéen altéré, selon une étude du Centre national de la recherche scientifique s'appuyant sur une série de données couvrant la période 1971-2000. En 2020, Météo-France publie une typologie des climats de la France métropolitaine dans laquelle la commune est exposée à un climat de montagne ou de marges de montagne et est dans une zone de transition entre les régions climatiques « Moyenne vallée du Rhône » et « Alpes du nord ». 
Pour la période 1971-2000, la température annuelle moyenne est de 11,6 °C, avec une amplitude thermique annuelle de 17,3 °C. Le cumul annuel moyen de précipitations est de 1 037 mm, avec 8,4 jours de précipitations en janvier et 6 jours en juillet. Pour la période 1991-2020, la température moyenne annuelle observée sur la station météorologique de Météo-France la plus proche, « Rochefort-Samson_sapc », sur la commune de Rochefort-Samson à 5 km à vol d'oiseau, est de 12,4 °C et le cumul annuel moyen de précipitations est de 1 024,4 mm,. Pour l'avenir, les paramètres climatiques de la commune estimés pour 2050 selon différents scénarios d'émission de gaz à effet de serre sont consultables sur un site dédié publié par Météo-France en novembre 2022.

## Urbanisme

### Typologie
Au 1er janvier 2024, Saint-Vincent-la-Commanderie est catégorisée commune rurale à habitat dispersé, selon la nouvelle grille communale de densité à 7 niveaux définie par l'Insee en 2022.
Elle est située hors unité urbaine. Par ailleurs la commune fait partie de l'aire d'attraction de Valence, dont elle est une commune de la couronne,. Cette aire, qui regroupe 71 communes, est catégorisée dans les aires de 200 000 à moins de 700 000 habitants,.

### Occupation des sols
L'occupation des sols de la commune, telle qu'elle ressort de la base de données européenne d’occupation biophysique des sols Corine Land Cover (CLC), est marquée par l'importance des forêts et milieux semi-naturels (59,6 % en 2018), une proportion identique à celle de 1990 (59,6 %). La répartition détaillée en 2018 est la suivante : forêts (57 %), terres arables (22,7 %), zones agricoles hétérogènes (9,8 %), zones urbanisées (4 %), prairies (3,9 %), milieux à végétation arbustive et/ou herbacée (2,6 %). L'évolution de l’occupation des sols de la commune et de ses infrastructures peut être observée sur les différentes représentations cartographiques du territoire : la carte de Cassini (XVIIIe siècle), la carte d'état-major (1820-1866) et les cartes ou photos aériennes de l'IGN pour la période actuelle (1950 à aujourd'hui).

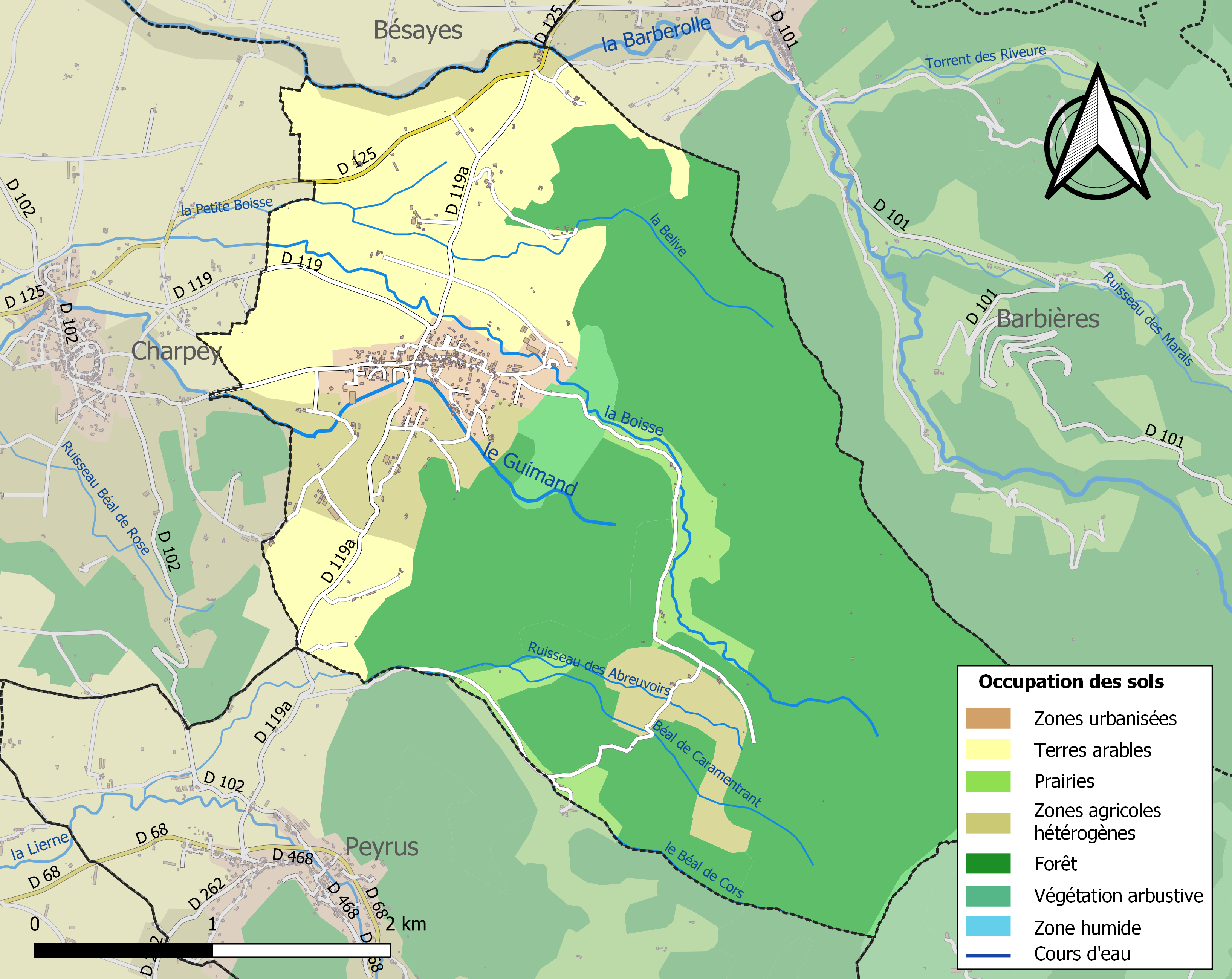
Carte des infrastructures et de l'occupation des sols de la commune en 2018 (CLC).

### Morphologie urbaine

#### Quartiers, hameaux et lieux-dits
Site Géoportail (carte IGN) :
- Au Bois
- Couriol
- Coutiol
- Chemin de Massegrès
- Chemin des Charbonniers
- Chemin des Planayses
- Fayardy
- Gigors
- Girouillet
- Grisoux
- Gros Pin
- la Besantie
- la Commanderie
- la Garde
- Lambert-Giraud
- Larchère
- le Buis
- le Champ des Pins
- le Château
- le Moulin
- le Pertuis
- le Pin des Blancs
- le Ranc
- les Abreuvoirs
- les Baumettes
- les Beriches
- les Blachons
- les Buissonnées
- les Carrats
- les Carrières
- les Chabottes
- les Condamines
- les Donnes
- les Galinières
- les Gerenthons
- les Goures
- les Mottes
- les Planayses
- les Quarante d'en Bas
- les Rimas
- les Rosiers
- les Vinays
- Maroux
- Marty
- Saint-Clair
- Serne
- Sidore
- Toutes Aures

## Toponymie

### Attestations
- 1240 : mention de la paroisse et de la commanderie : parrochia et domus Sancti Vincenti de Charpey (cartulaire de Romans, 370)[13].
- 1381 : villa Sancti Vincentii prope Charpeyum (Valbonnais, II, 162)[13].
- XVe siècle : mention du prieuré : prioratus Sancti Vincentii prope Charpeyum (pouillé de Valence)[13].
- 1891 : Saint-Vincent, village, paroisse et section de la commune de Charpey[13].
- 1953 : Saint-Vincent-la-Commanderie, la section est distraite de la commune de Charpey et forme une commune distincte[réf. nécessaire].

## Histoire
Pour des articles plus généraux, voir Histoire de la Drôme et Charpey.

### Du Moyen Âge à la Révolution
La seigneurie :
- Au point de vue féodal, la terre (ou seigneurie) est un fief des comtes de Valentinois[13].
- XIIe siècle : la terre est inféodée à l'ordre de Saint-Jean de Jérusalem. Le commandeur du lieu en est le seigneur[13] (jusqu'à la Révolution[14]).

La paroisse appartient au mandement de Charpey qui comprend les paroisses de Charpey, de Saint-Didier-de Charpey, de Bésayes et de Saint-Vincent. Ce mandement a été pendant longtemps l'une des plus importantes communautés féodales du comté de Valentinois.

Les pâtres de Charpey, et de Saint-Vincent en particulier, ont eu de nombreux démêlés avec les moines de l'abbaye voisine de Léoncel qui, au XIIIe siècle, avaient accaparé les plateaux de Combe-Chaude et des Limouches.
Dans le cadre du durcissement des conditions d'exercice des droits traditionnels qui a précédé la Révolution française, un « laboureur » (c'est-à-dire un paysan riche) de Saint-Vincent, interdit sur ses terres la vaine pâture aux familles pauvres, et pour être certain du respect de son interdiction, il construit des murs autour de ses terres. Par deux fois, en 1757 et 1758, la population de Saint-Vincent détruit ces murs au cours d'émeutes.
Avant 1790, Saint-Vincent était une paroisse du diocèse de Valence et de la communauté de Charpey. Son église était celle d'une commanderie de l'ordre de Saint-Jean de Jérusalem qui fut unie à celle de Valence vers la fin du XVIe siècle, et dont le titulaire avait les dîmes de cette paroisse.

### De la Révolution à nos jours
En 1790, Saint-Vincent fait partie de la commune de Charpey.
Au XIXe siècle, les carrières de kaolin sont exploitées par l'entrepreneur Perdu (basé à Barbières).
1953 : la commune de Saint-Vincent-la-Commanderie est créée par distraction de celle de Charpey[réf. nécessaire].

## Politique et administration

### Liste des maires
| Période                                                                   | Période  | Identité                              | Étiquette | Qualité                                                                                                |
| ------------------------------------------------------------------------- | -------- | ------------------------------------- | --------- | --- |
| Les données manquantes sont à compléter. : commune distincte depuis 1953. |          |                                       |           | |
| 1954                                                                      | 1959     | Henri BOSC                            |           | |
| 1959                                                                      | 1965     | Henri BOSC                            |           | |
| 1965                                                                      | 1971     | Jean Laurent                          |           | |
| 1971                                                                      | 1977     | Jean Laurent                          |           | maire sortant                                                                                          |
| 1977                                                                      | 1983     | Jean Laurent                          |           | maire sortant                                                                                          |
| 1983                                                                      | 1989     | Marcel Soulier                        |           | |
| 1989                                                                      | 1995     | Marcel Soulier                        |           | maire sortant                                                                                          |
| 1995                                                                      | 2001     | Marcel Soulier                        |           | maire sortant                                                                                          |
| 2001                                                                      | 2008     | Françoise Agrain                      | PS        | retraitée (fonction publique) vice-présidente de la communauté de communes du canton de Bourg-de-Péage |
| 2008                                                                      | 2014     | Françoise Agrain                      |           | maire sortante                                                                                         |
| 2014                                                                      | 2020     | Françoise Agrain                      |           | maire sortante                                                                                         |
| 2020                                                                      | En cours | Françoise Agrain[source insuffisante] |           | maire sortante                                                                                         |

## Population et société

### Démographie
L'évolution du nombre d'habitants est connue à travers les recensements de la population effectués dans la commune depuis 1962. Pour les communes de moins de 10 000 habitants, une enquête de recensement portant sur toute la population est réalisée tous les cinq ans, les populations de référence des années intermédiaires étant quant à elles estimées par interpolation ou extrapolation. Pour la commune, le premier recensement exhaustif entrant dans le cadre du nouveau dispositif a été réalisé en 2008.

En 2022, la commune comptait 619 habitants, en évolution de +17,46 % par rapport à 2016 (Drôme : +2,64 %, France hors Mayotte : +2,11 %).
| 1962 | 1968 | 1975 | 1982 | 1990 | 1999 | 2006 | 2008 | 2013 |
| ---- | ---- | ---- | ---- | ---- | ---- | ---- | ---- | ---- |
| 260  | 236  | 213  | 229  | 318  | 391  | 410  | 415  | 505  |

| 2018 | 2022 | - | - | - | - | - | - | - |
| ---- | ---- | - | - | - | - | - | - | - |
| 556  | 619  | - | - | - | - | - | - | - |

### Enseignement
La commune est rattachée à l'académie de Grenoble.

### Manifestations culturelles et festivités
- Fête patronale : le 22 janvier[14].
- Fête communale : le 22 juillet[14].

### Loisirs
- Randonnées : GR de Pays du Tour des Monts du Matin[1].

## Économie

### Agriculture
En 1992 : céréales, fourrage, vergers, bovins, caprins.

## Culture locale et patrimoine

### Lieux et monuments
- Traces (bâti et fosse sec) au lieu-dit Le Château (sur la colline au sud du village) où se serait situé le château de l'Épervier au Moyen Âge, disparu dans des conditions mystérieuses données par la légende[23].
- Ancienne commanderie de l'ordre de Saint-Jean de Jérusalem[14], remaniée au XVIIe siècle (propriété privée)[réf. nécessaire].
- Église Saint-Vincent de Saint-Vincent-la-Commanderie (XVe siècle) : clocher latéral (XIXe siècle)[14].
- Village ancien[14].

### Patrimoine naturel
- Grotte : la Baume de la Martine[1].

### Héraldique, logotype et devise
|  | Saint-Vincent-la-Commanderie possède des armoiries dont l'origine et le blasonnement exact ne sont pas disponibles. |